# Lydia Foy
Lydia Annice Foy (Região de Midland, 23 de junho de 1947), é uma mulher trans irlandesa notável por liderar desafios legais relacionados ao reconhecimento de gênero na Irlanda. Em 1992, Foy fez uma cirurgia de redesignação sexual e começou uma batalha de 20 anos para que sua certidão de nascimento refletisse sua identidade de gênero.
Em 2007, o Alto Tribunal da Irlanda decidiu que as partes relevantes da lei da República da Irlanda eram incompatíveis com a Convenção Europeia dos Direitos Humanos, mas em fevereiro de 2013 a lei não havia sido alterada e ela iniciou novos procedimentos legais para fazer cumprir a decisão de 2007. Em 15 de julho de 2015, a Irlanda aprovou o Projeto de Lei de Reconhecimento de Gênero de 2014.

## Primeiros anos e casamento
Foy é uma dentista aposentada de Athy, Condado de Kildare. Nascido em uma casa de repouso particular na região de Midland, Foy tinha cinco irmãos e uma irmã.
Desde a infância, Foy sentia-se consciente de um sentimento de "feminilidade". Isso continuou durante o internato no Clongowes Wood College, de 1960 a 1965. Após obter o Certificado de Conclusão do Ensino Médio (Leaving Certificate), Foy iniciou seus estudos de pré-medicina no University College Dublin, mas mudou para odontologia um ano depois. Foy se formou em Cirurgia Dentária em 1971 e começou a exercer a profissão de dentista.
Em 1975, quando vivia em Athlone, Foy conheceu Anne Naughton por meio de uma sociedade musical. Naughton era uma secretária de Clara, Condado de Offaly, que era oito anos mais nova. Eles ficaram noivos e se casaram na Igreja de São Pedro e São Paulo em Horseleap em 28 de setembro de 1977. Eles tiveram dois filhos, um nascido em 1978 e o outro em 1980.

## Redesignação de gênero
Na década de 1980, Foy começou a sofrer de problemas físicos e psicológicos, que pioraram em agosto e setembro de 1989, quando sofreu um colapso total. Ela fez aconselhamento psiquiátrico, foi diagnosticada como transexual e recebeu a prescrição de um tratamento hormonal. Foy consultou mais dois psiquiatras na Inglaterra, que a diagnosticaram como portadora de disforia de gênero.
Foy então iniciou um processo de transição de homem para mulher, com eletrólise, cirurgia de aumento de mama, operações no nariz e no pomo de adão e cirurgia de voz. Em 25 de julho de 1992, Foy passou por uma cirurgia de redesignação sexual completa e irreversível em Brighton,  Inglaterra. Isso envolveu a remoção de alguns tecidos genitais externos e internos e a reconstrução cirúrgica de uma vulva. O Irish Eastern Health Board pagou três mil libras esterlinas para o custo do procedimento.
Posteriormente, Foy passou a viver exclusivamente como mulher. Ela havia deixado a casa da família em 1990, e a separação judicial foi concedida em 13 de dezembro de 1991. Embora Foy tenha inicialmente obtido acesso condicional às crianças, que viviam sob a custódia da mãe, em maio de 1994 o Tribunal de Comarca proibiu todo o acesso.
Embora Foy, que mudou legalmente o seu primeiro nome em novembro de 1993, tenha conseguido obter passaporte, carteira de habilitação, cartões de desconto médico e título de eleitor com o novo nome, o seu pedido de alteração do sexo na sua certidão de nascimento foi recusado.

## Disputas judiciais

### Primeiro caso jurídico
Foy iniciou um processo judicial em abril de 1997, para contestar a recusa do Conservador Geral na emissão de uma nova certidão de nascimento. Desempregada, Foy foi representada na ação pelos Centros de Aconselhamento Jurídico Gratuito. A base da sua ação foi a alegação de que a Lei de Registo de Nascimentos e Óbitos (Irlanda) de 1863 não justificava a prática de usar apenas indicadores biológicos existentes no momento do nascimento para determinar o sexo para efeitos de registo. Segundo Foy, ela tinha nascido uma "mulher com deficiência congénita" e o erro no registo do seu sexo na sua certidão de nascimento não só lhe foi embaraçoso como também poderia interferir com os seus direitos constitucionais, uma vez que ela seria incapaz de escolher casar com um homem.
O caso chegou ao Alto Tribunal em outubro de 2000. A ex-mulher de Foy e as suas filhas contestaram a sua alegação, alegando que isso poderia ter "um efeito adverso na sua sucessão e outros direitos".
O julgamento foi reservado por quase dois anos, até 9 de julho de 2002, quando o Juiz Liam McKechnie rejeitou a contestação de Lydia Foy, afirmando que Foy havia nascido homem com base em evidências médicas e científicas e que, portanto, o registro não poderia ser alterado. Ele expressou preocupação com a situação dos transexuais na Irlanda, no entanto, e apelou ao governo para que revisasse o assunto com urgência.

### Segundo caso jurídico
Apenas dois dias após a decisão contra Foy, o Tribunal Europeu dos Direitos Humanos em Estrasburgo ouviu um caso semelhante (Goodwin v. Reino Unido). Christine Goodwin, uma transexual britânica, alegou que a recusa do Reino Unido em permitir que ela alterasse sua certidão de nascimento e se casasse como mulher violava a Convenção Europeia dos Direitos Humanos. O Tribunal declarou que o Governo do Reino Unido havia violado os artigos 8 e 12 da convenção. Em resposta, a Grã-Bretanha aprovou a Lei de Reconhecimento de Gênero de 2004, que prevê o reconhecimento legal de pessoas transgênero em seu gênero novo ou adquirido e a emissão de novas certidões de nascimento que reflitam esse gênero.
Em 2005, o caso Foy foi devolvido ao Tribunal Superior pelo Supremo Tribunal Irlandês para uma análise mais aprofundada. Nesse ínterim, a Irlanda aprovou a Lei da Convenção Europeia dos Direitos Humanos de 2003 para dar maior efeito à Convenção Europeia dos Direitos Humanos na lei irlandesa. Com base nisso, Foy fez outro pedido de uma nova certidão de nascimento em novembro de 2005 e, quando este foi rejeitado, ela entrou com um novo processo judicial no Tribunal Superior em janeiro de 2006, referindo-se à decisão Goodwin do Tribunal Europeu dos Direitos Humanos. Esses processos foram consolidados com o caso anterior e o assunto foi ouvido novamente pelo Juiz McKechnie. Em 19 de outubro de 2007, o tribunal considerou a Irlanda em violação da Convenção Europeia dos Direitos Humanos e decidiu emitir a primeira declaração de incompatibilidade entre o direito irlandês e o europeu. Segundo o Juiz Liam McKechnie, as disposições do artigo 8 da Convenção que protegem o direito de Foy ao respeito pela vida privada foram violadas quando o Estado não "providenciou o 'reconhecimento significativo' de sua identidade feminina". Ele também expressou frustração com a falha do governo irlandês em tomar quaisquer medidas para melhorar a posição dos transexuais após sua sentença anterior em 2002.

### Terceiro caso jurídico
Em 27 de fevereiro de 2013, os Centros de Aconselhamento Jurídico Gratuito, representando Lydia Foy, anunciaram que ela tinha iniciado um novo processo no Tribunal Superior Irlandês, solicitando ordens que obrigassem o governo a agir de acordo com a sentença do juiz McKechnie, de 2007, e a permitissem obter uma nova certidão de nascimento que reconhecesse o seu gênero feminino.

## Eficácia da lei
Embora as questões tivessem sido levantadas no debate parlamentar, nenhuma decisão foi tomada. A declaração de incompatibilidade não podia sobrepor-se à legislação nacional, mas impunha ao governo o ônus de conciliar a legislação irlandesa e europeia.
Em 5 de janeiro de 2009, Thomas Hammarberg, o Comissário dos Direitos Humanos do Conselho da Europa, declarou, relativamente à comunidade transgênero e especificamente a Foy, que "não há desculpa para não garantir imediatamente a esta comunidade os seus direitos humanos plenos e incondicionais".

### Atuação governamental
Inicialmente contestando a decisão de 2007, em 21 de junho de 2010 o Governo irlandês retirou sua apelação e criou um comitê interdepartamental sobre o reconhecimento legal dos transexuais. O relatório deste Grupo Consultivo para o Reconhecimento de Género foi publicado em julho de 2011 e recomendou legislação para reconhecer os transexuais. Ao lançar o relatório, a então Ministra da Proteção Social, Joan Burton, disse que o governo introduziria legislação sobre o reconhecimento de género o mais rapidamente possível, mas até fevereiro de 2013 nenhuma legislação tinha sido introduzida.

## Outras atividades
Em 1997, Foy cultivou a maior digitalis (gênero de plantas) do mundo em seu jardim.
Em 2011, ela foi tema de um documentário na RTÉ Radio 1 chamado My name is Lydia Foy (em português: Meu Nome é Lydia Foy).